# Paolo Petrecca
Paolo Petrecca (Roma, 25 febbraio 1964) è un giornalista, autore televisivo, conduttore televisivo, telecronista sportivo e dirigente pubblico italiano.
È stato direttore di Rai News 24, Televideo e Rainews.itdal 2021 al 2025 ed è attualmente direttore di Rai Sport. 

## Biografia

### Gli inizi (1990-2001)
Nel 1989, dopo essersi laureato in lettere, svolge per qualche anno la professione di insegnante. Nel 1990 avvia il proprio percorso professionale nel settore televisivo in Lazio, presso le TV locali GBR e Teleregione, occupandosi prevalentemente di sport, cronaca e politica. Nel 1999 entra nella redazione romana di RTL 102.5, dove diviene conduttore, coordinatore di corrispondenti e speaker dei notiziari. Collabora contemporaneamente con la pay TV Stream TV, curando le telecronache di Champions League, servizi e interviste a protagonisti della Serie A e il programma di nove puntate Il cinema nel pallone, da lui stesso ideato e curato.

### Esperienza alla Rai (dal 2001)
Nel 2001, inizia la sua esperienza in Rai come redattore presso il TG2. Nel 2007, si trasferisce a Rai News 24, dove nel 2012 assume il ruolo di capo servizio nella redazione Coordinamento delle edizioni. Nel 2014, entra a far parte della redazione Politico-Istituzionale e nel 2017 viene nominato capo redattore. Nel 2019 diventa vice-direttore. Tra il 2020 e il 2021 è stato anche responsabile ad interim delle redazioni Media Management e Società. Il 18 novembre 2021 il CdA della Rai, su proposta dell'amministratore delegato Carlo Fuortes, approva la nomina di Paolo Petrecca a direttore di Rai News 24, Televideo e Rainews.it. Dal 12 ottobre 2024 fino al 15 maggio 2025 conduce Filo diretto - Il Sabato di Rainews.

## Programmi televisivi
- Video giornale (GBR, 199?)
- Il cinema nel pallone (Stream TV, 1999)
- TG2 (Rai 2, 2001-2007)
- Rai News 24 (2007-2025)
  -  Filo diretto - Il Sabato di Rainews (Rai News 24, 2024-2025)
- Rai Sport (dal 2025)

## Programmi radiofonici
- Giornale orario (RTL 102.5, 1999–????)